# ستيفن بيري
ستيفن بيري (بالإنجليزية: Steven Perry)‏ (7 سبتمبر 1988 إدموند الولايات المتحدة - ) هو لاعب كرة قدم أمريكي يلعب كمهاجم.